# Mannstreu
Mannstreu (Eryngium), auch Edeldistel genannt, ist mit 230 bis 250 Arten die artenreichste Gattung der Pflanzenfamilie der Doldenblütler (Apiaceae).
Der Gattungsname Mannstreu (lateinisch eryngium, auch iringium, von griechisch eryngion) soll von der Verwendung des Feld-Mannstreu (Eryngium campestre) als Aphrodisiakum und Liebeszauberwurzel herrühren.

## Beschreibung

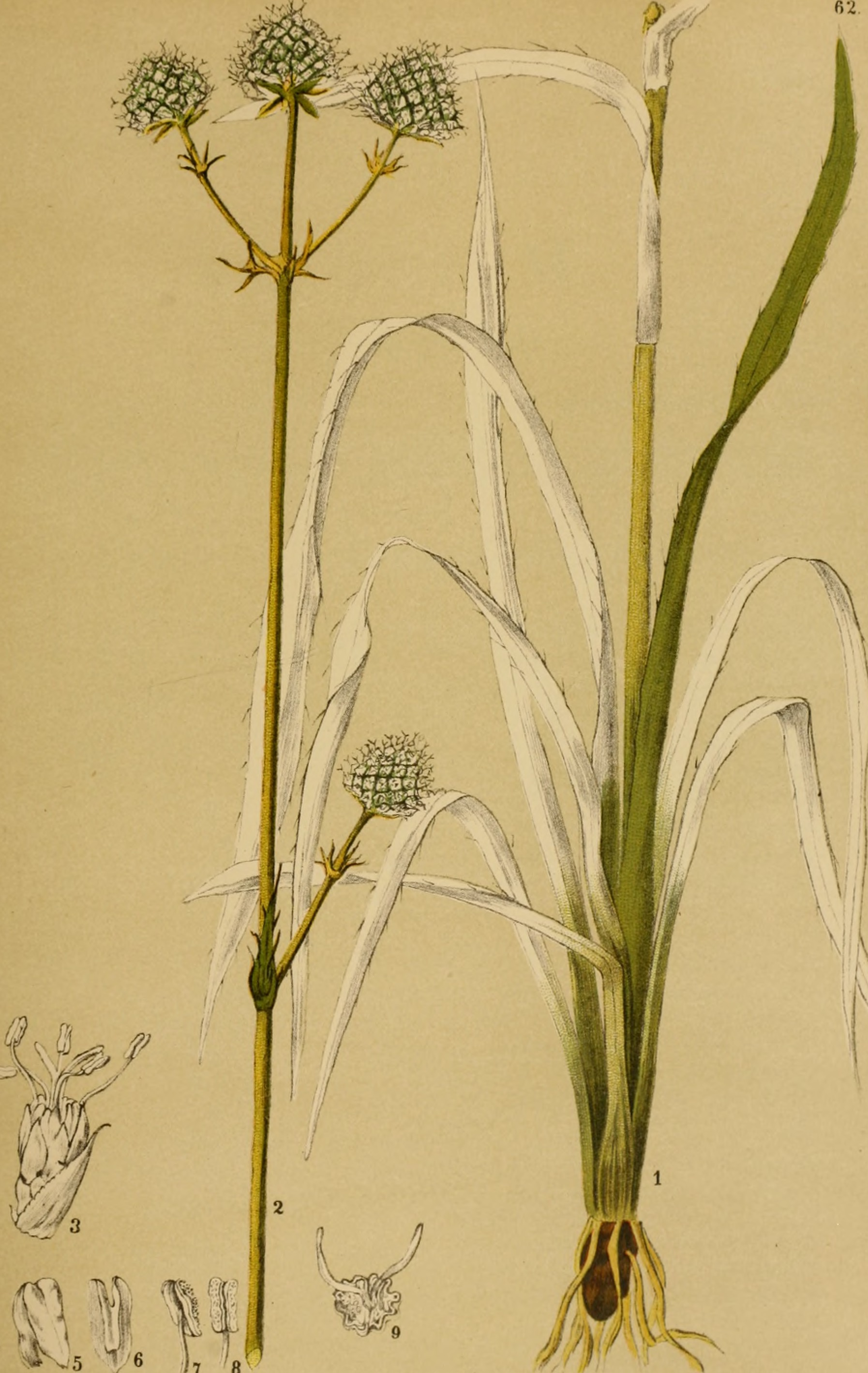
Illustration aus American medicinal plants; an illustrated and descriptive guide to the American plants used as homopathic remedies- their history, preparation, chemistry and physiological effects, 1887 von Eryngium yuccifolium

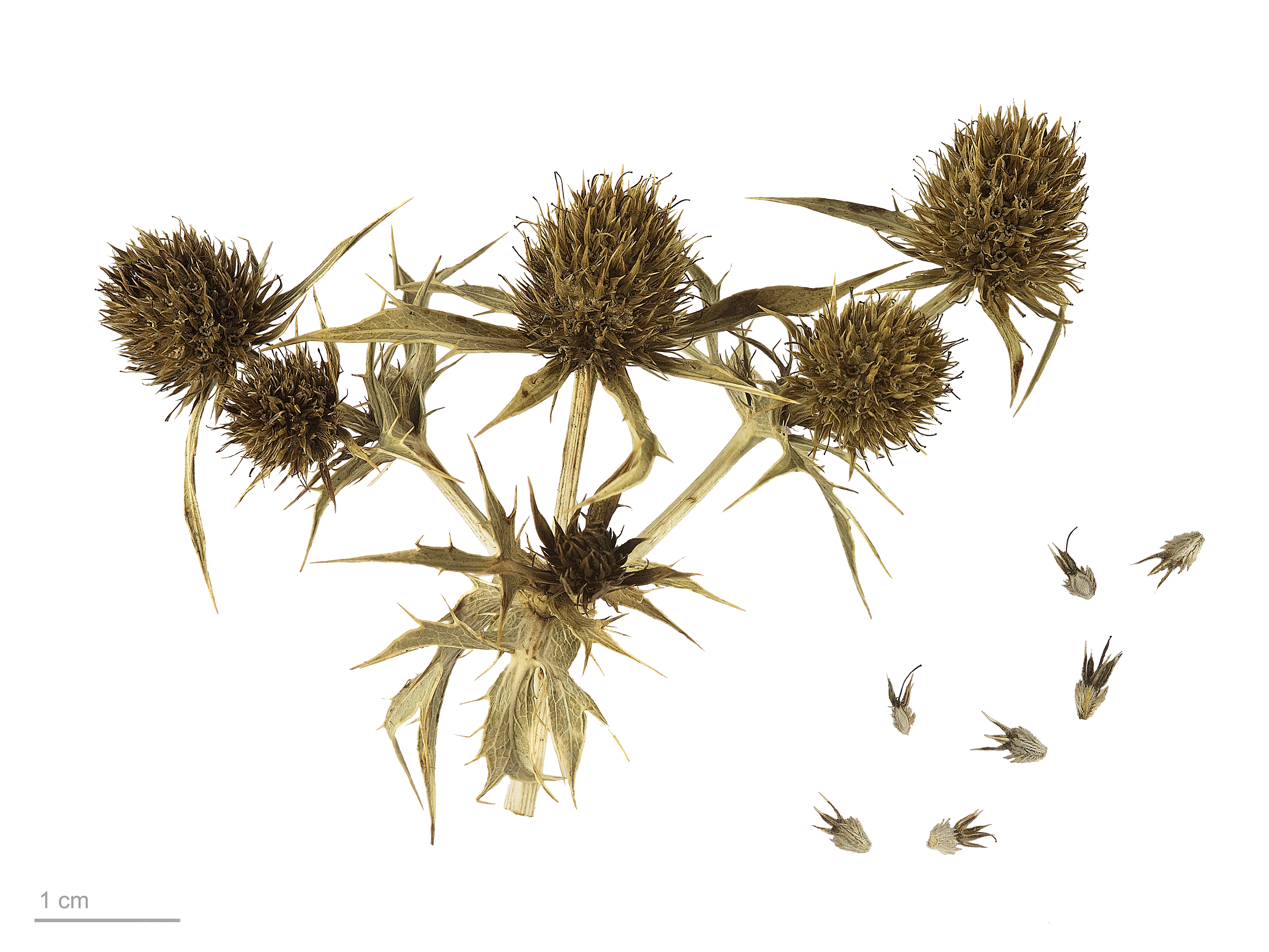
Fruchtstände und Früchte des Feld-Mannstreu (Eryngium campestre)

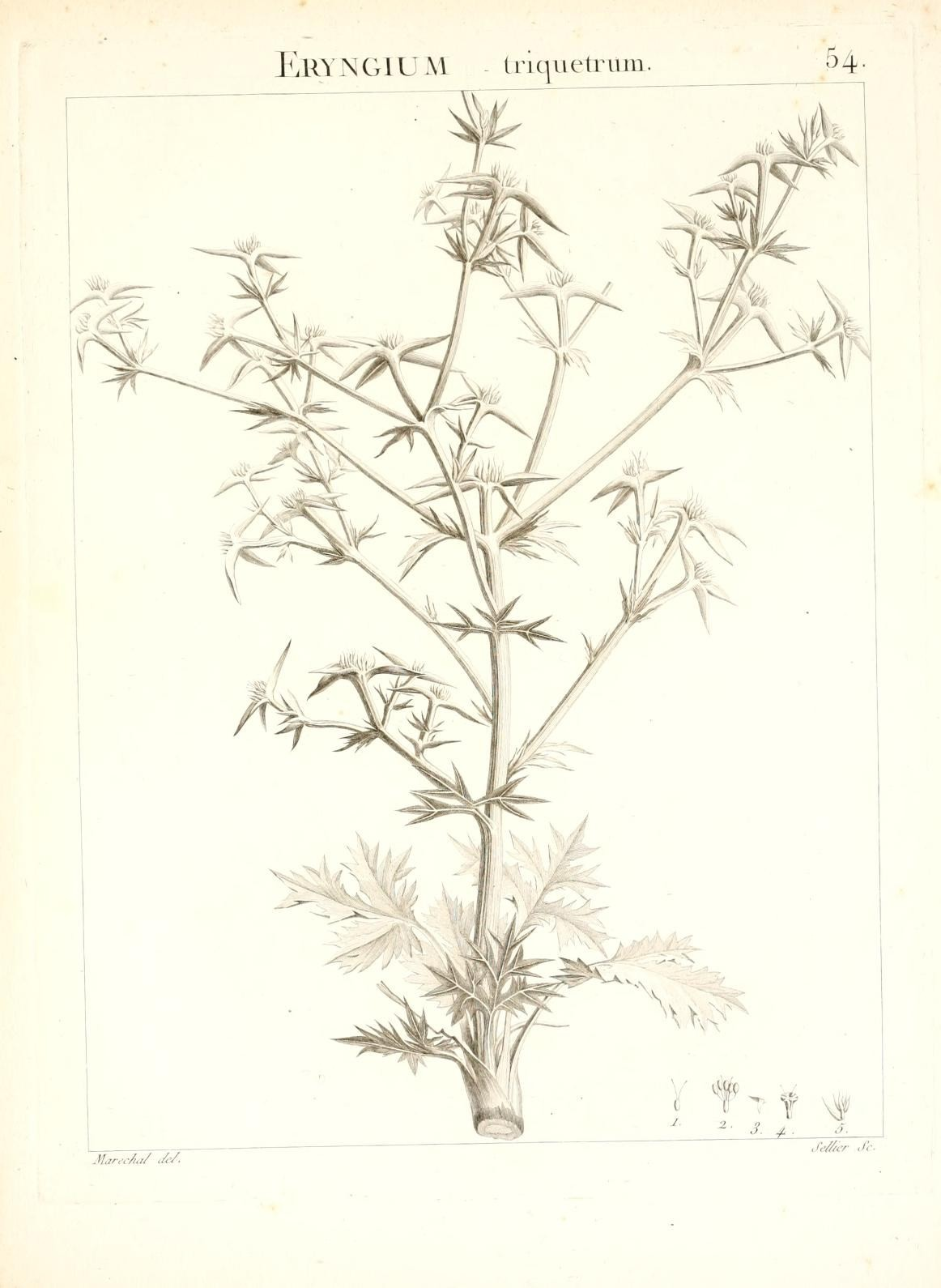
Illustration aus Flora Atlantica, sive, Historia plantarum quae in Atlante, agro Tunetano et Algeriensi crescunt, Tafel 54 von Eryngium triquetrum

Es handelt sich um eine sehr formenreiche Gattung, weshalb man nur wenige allgemeingültige Merkmale angeben kann.
Insgesamt handelt es sich meistens um distelähnliche Pflanzen mit harten, dornigen Blättern. Es sind meist ausdauernde, teilweise einjährige krautige Pflanzen. Einige Arten erreichen Wuchshöhen von mehreren Metern, die meisten werden allerdings nur 50 bis 100 Zentimeter hoch.
Die Stiele der Einzelblüten sind ziemlich kurz, so erscheinen die einfachen Dolden als köpfchen- bis walzenförmige Blütenstände. Diese sind am Grund von einer Hülle aus meist dornigen, harten Hüllblättern umgeben. Bei vielen Arten sind diese Hüllblätter bläulich überlaufen. Die Blüten selbst sind meist weißlich oder bläulich. Einige Arten, deren Blütenfarbe strahlend amethystblau ist, werden als Zierpflanzen verwendet.

## Ökologie
Einige Arten wachsen sparrig verzweigt in einer insgesamt rundlichen Form, lösen sich bei Fruchtreife als Ganzes vom Boden und lassen sich als Steppenläufer von Wind über den Boden rollen. Dabei werden dann die Samen weit verstreut.

## Systematik und Verbreitung

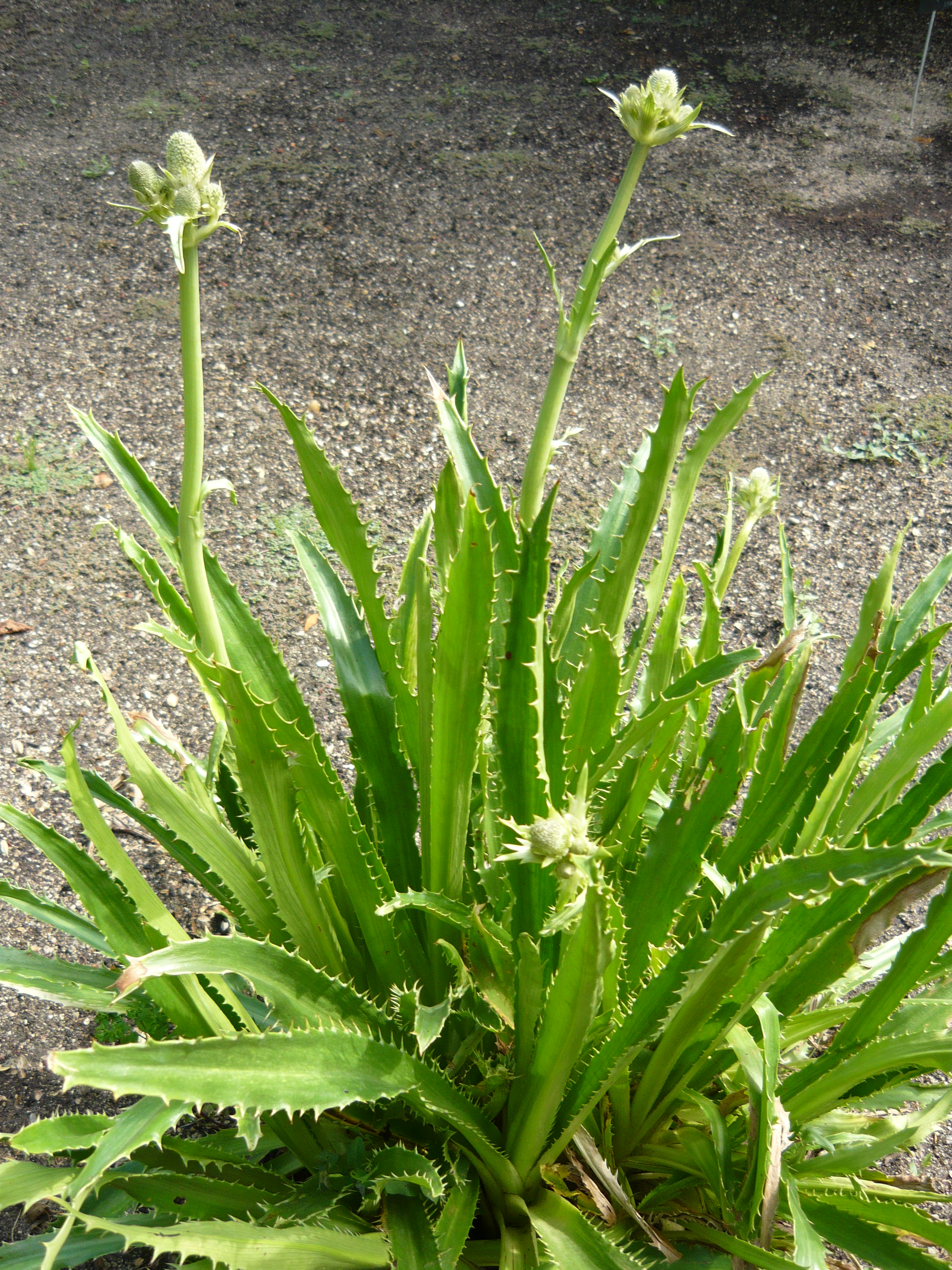
Habitus, Laubblätter und Blütenstände von Eryngium agavifolium

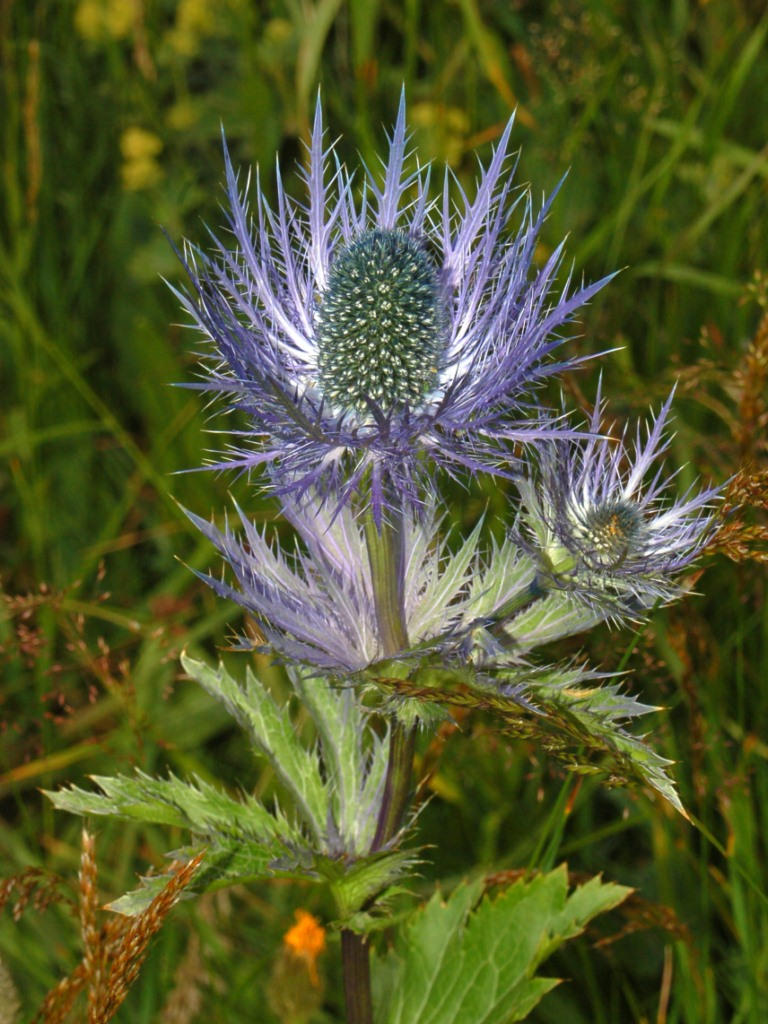
Alpen-Mannstreu (Eryngium alpinum)

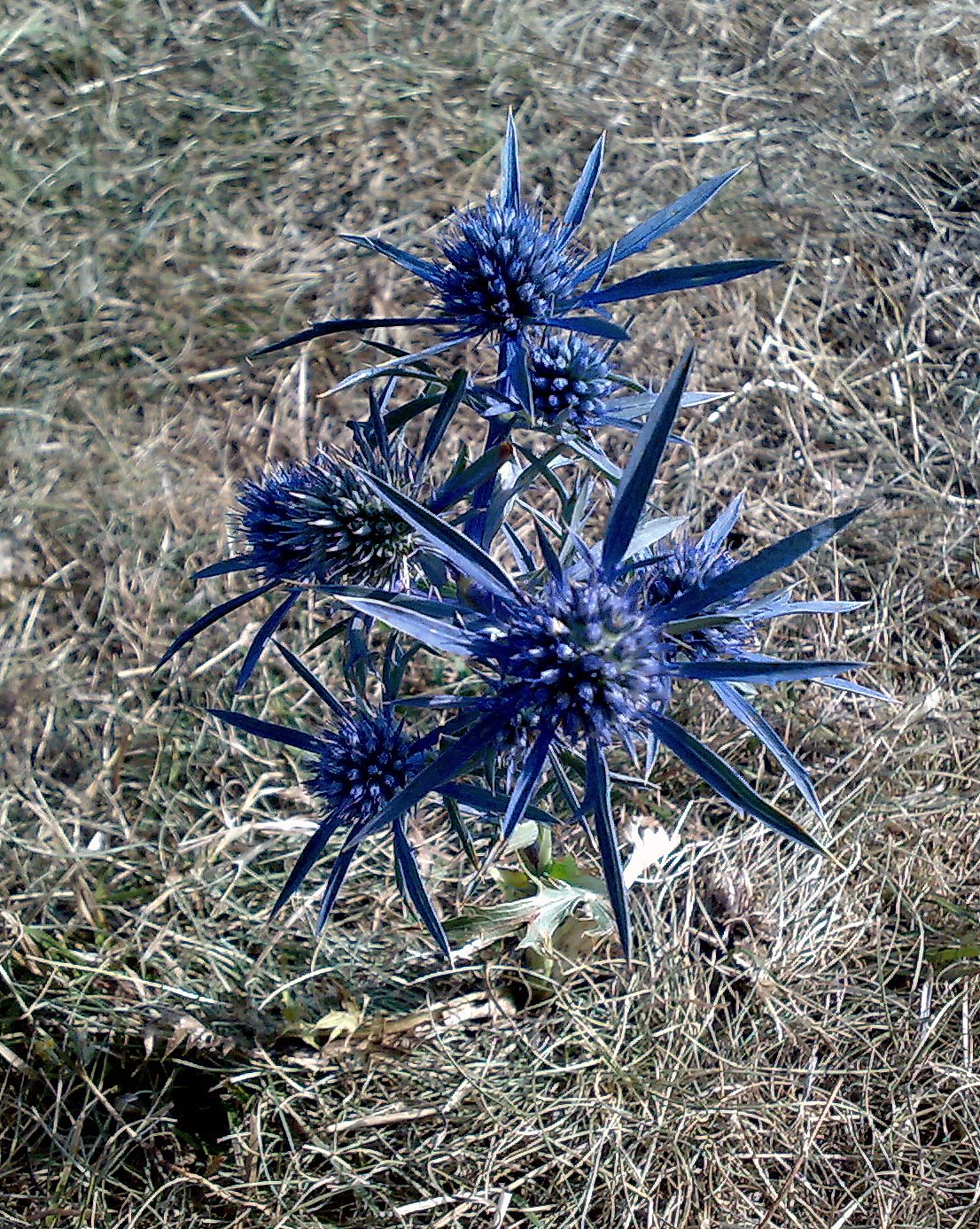
Amethyst-Mannstreu (Eryngium amethystinum)

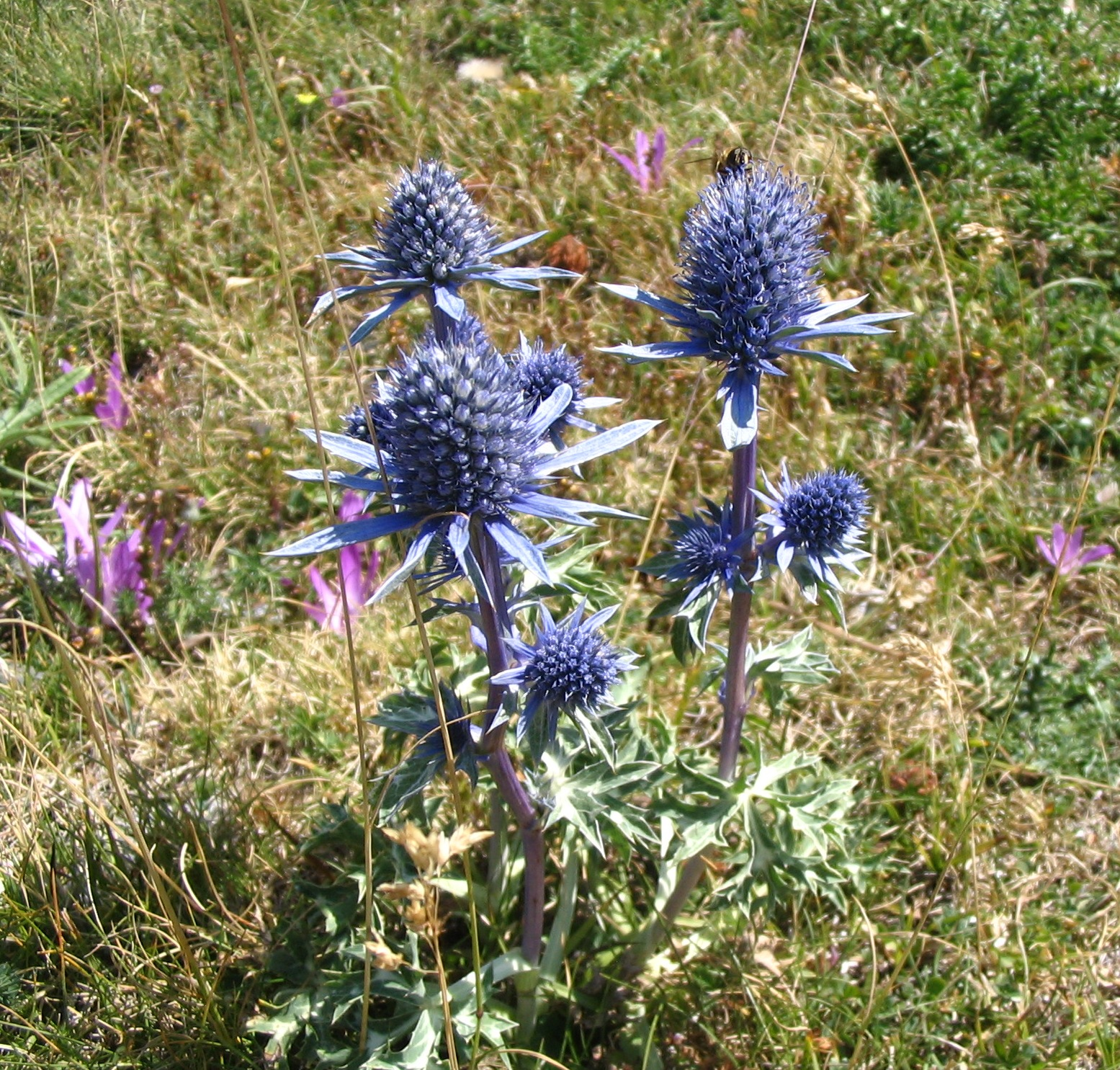
Spanische Edeldistel (Eryngium bourgatii)

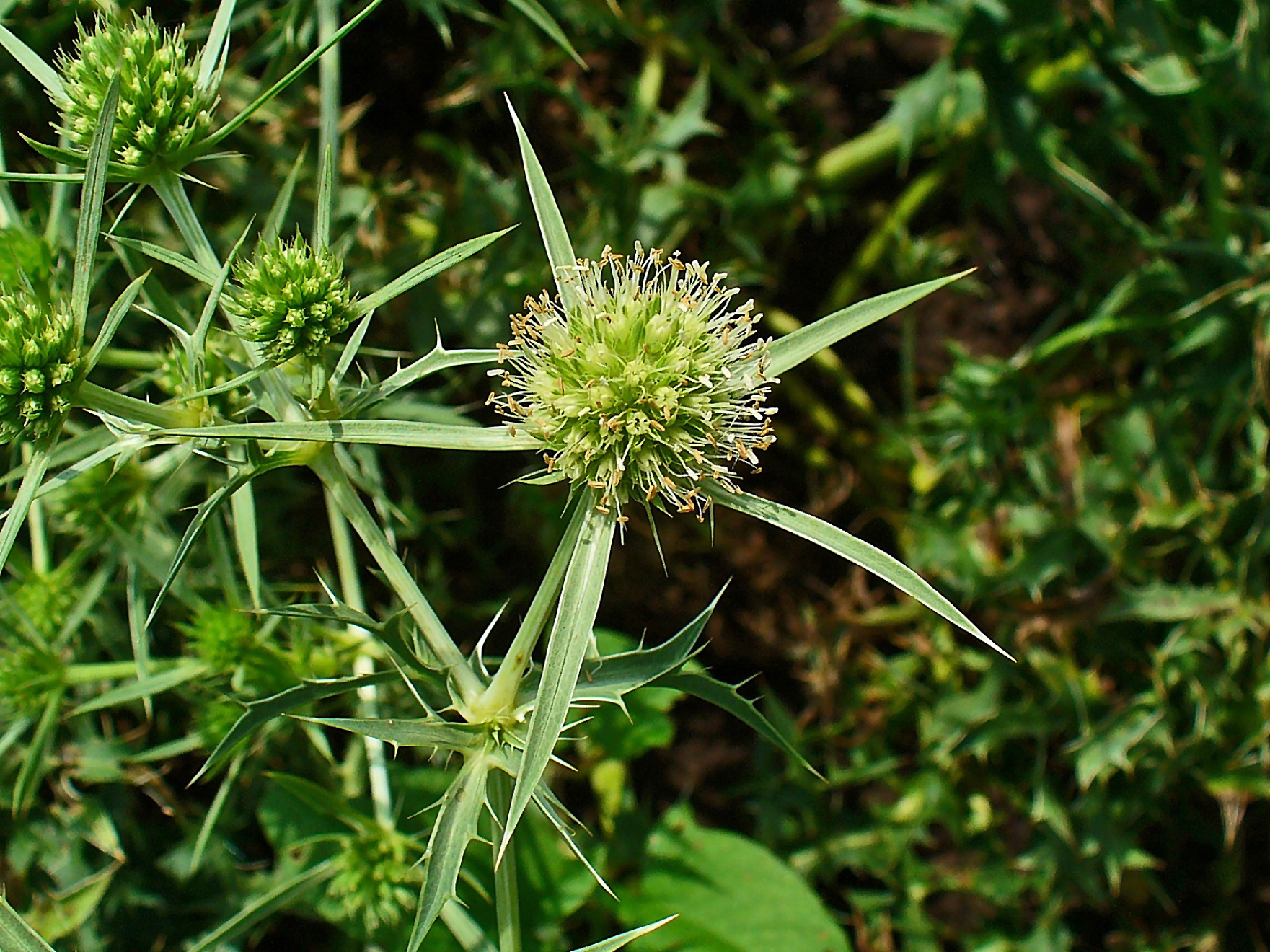
Feld-Mannstreu (Eryngium campestre)

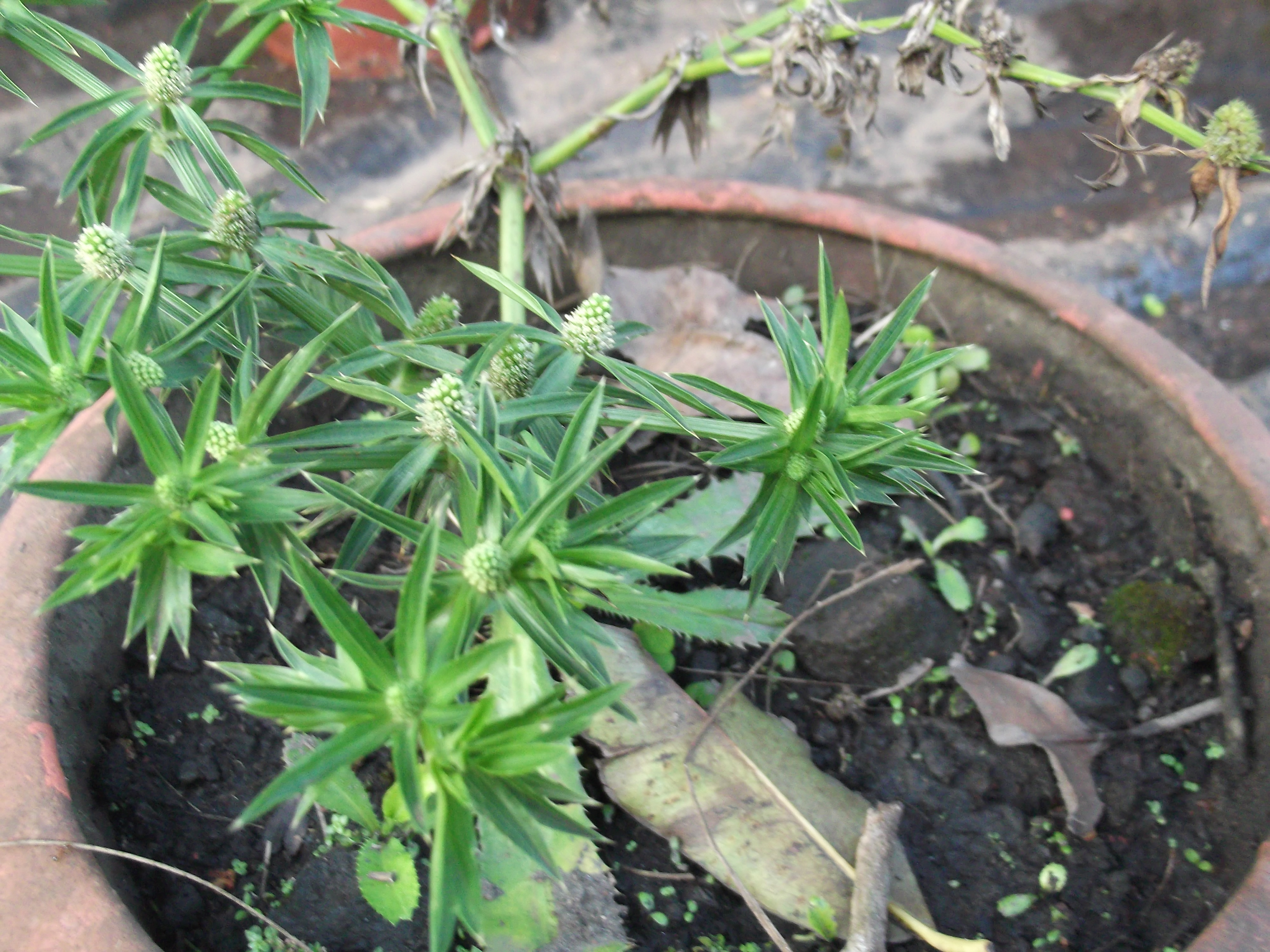
Langer Koriander (Eryngium foetidum)

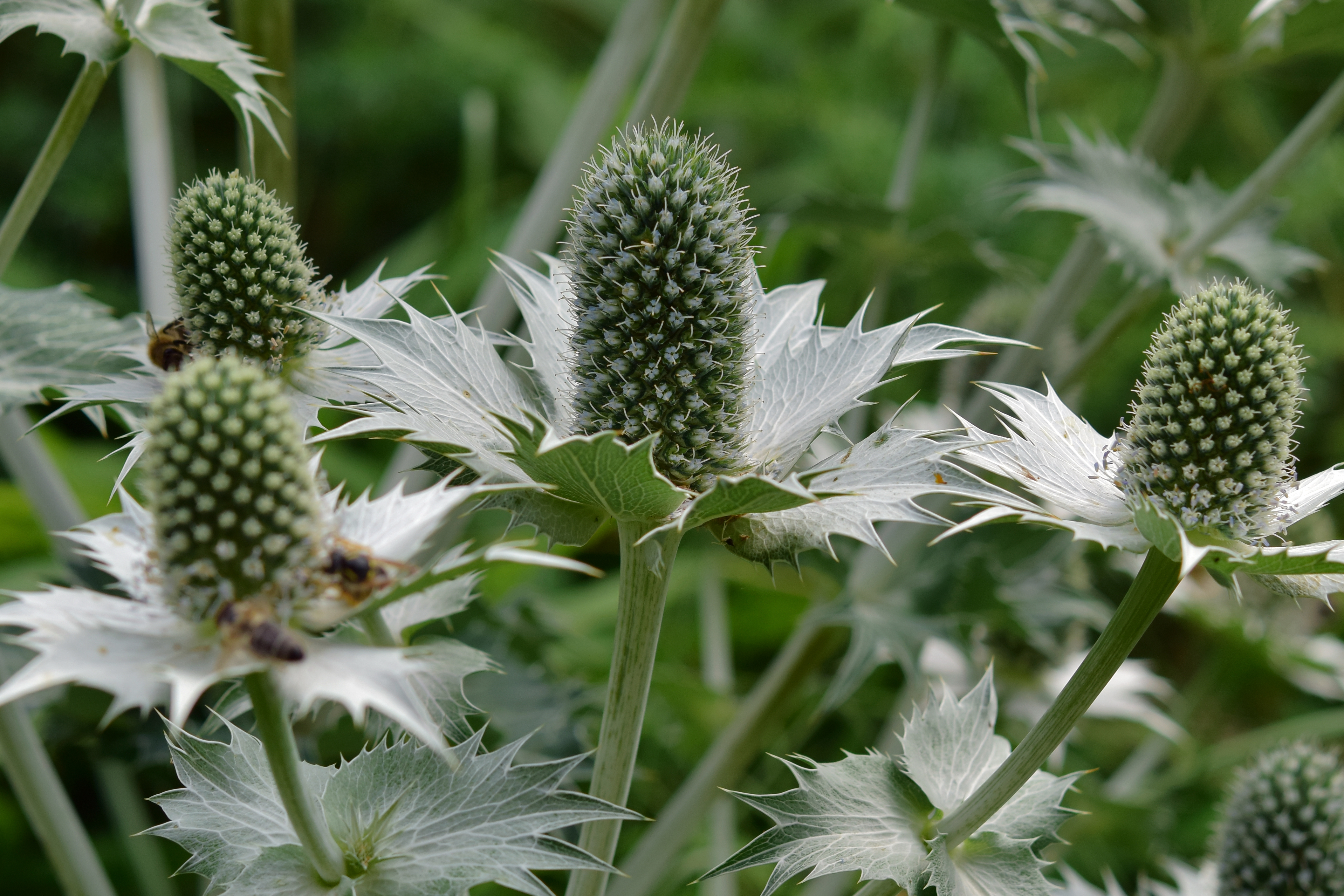
Riesen-Mannstreu (Eryngium giganteum)

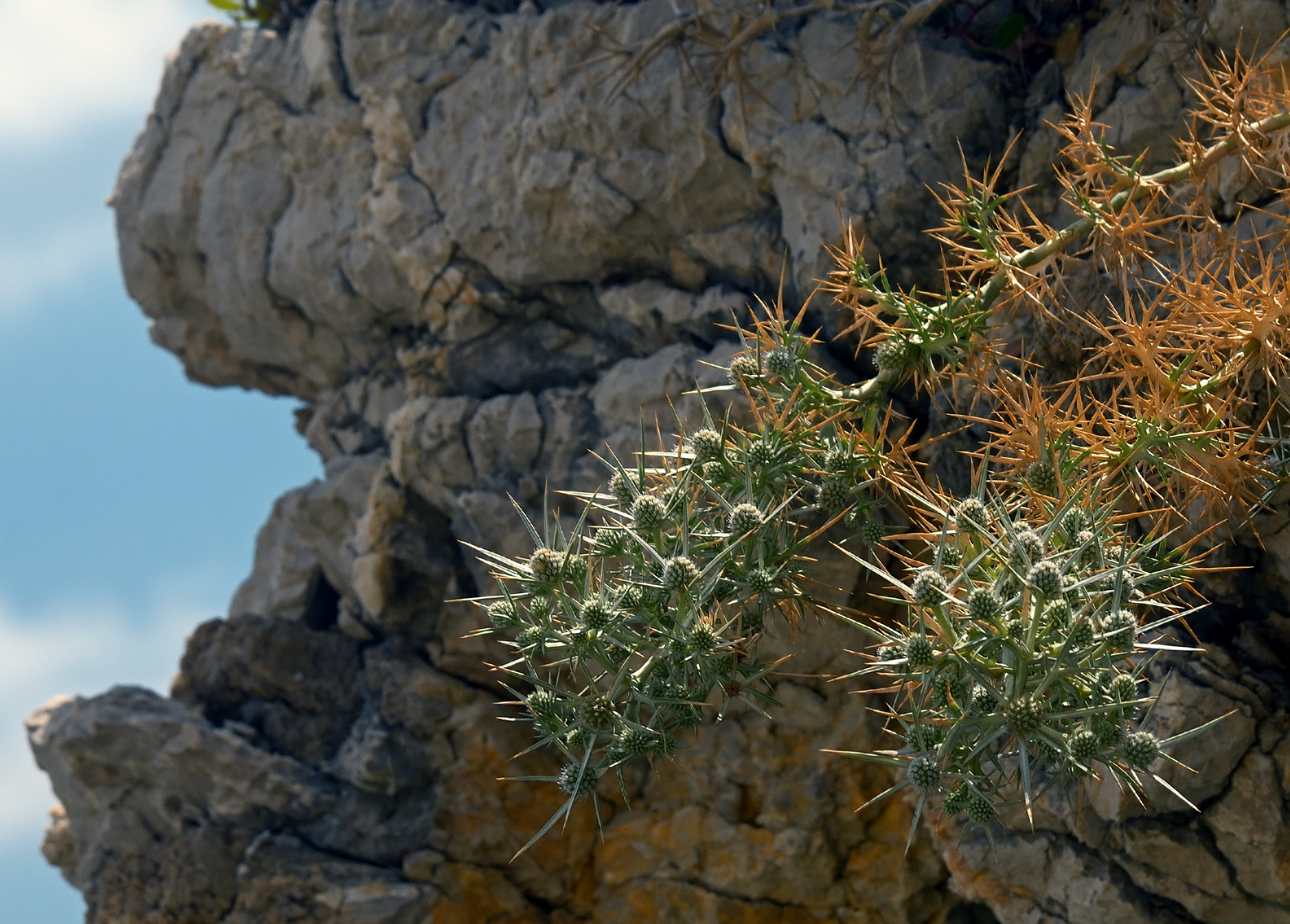
Eryngium glomeratum

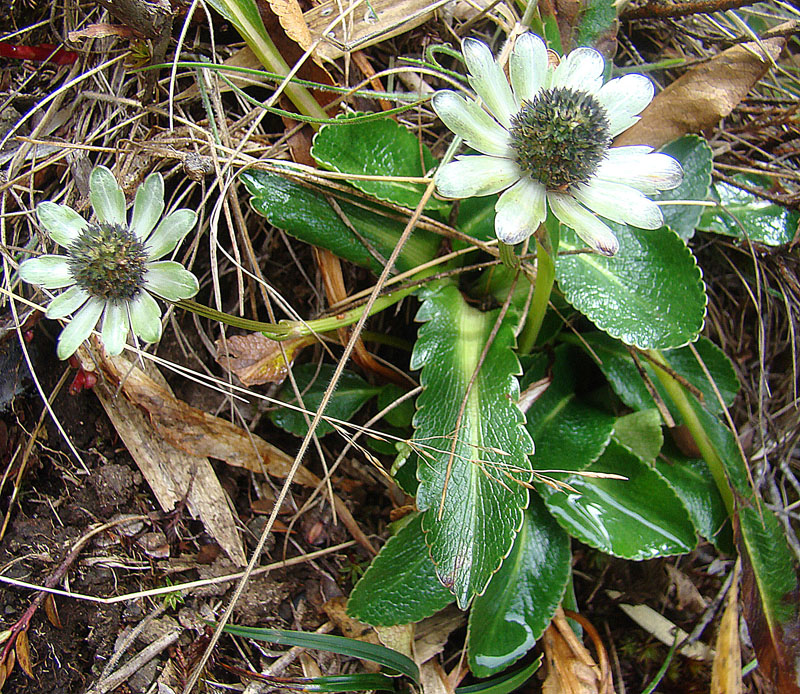
Eryngium humile

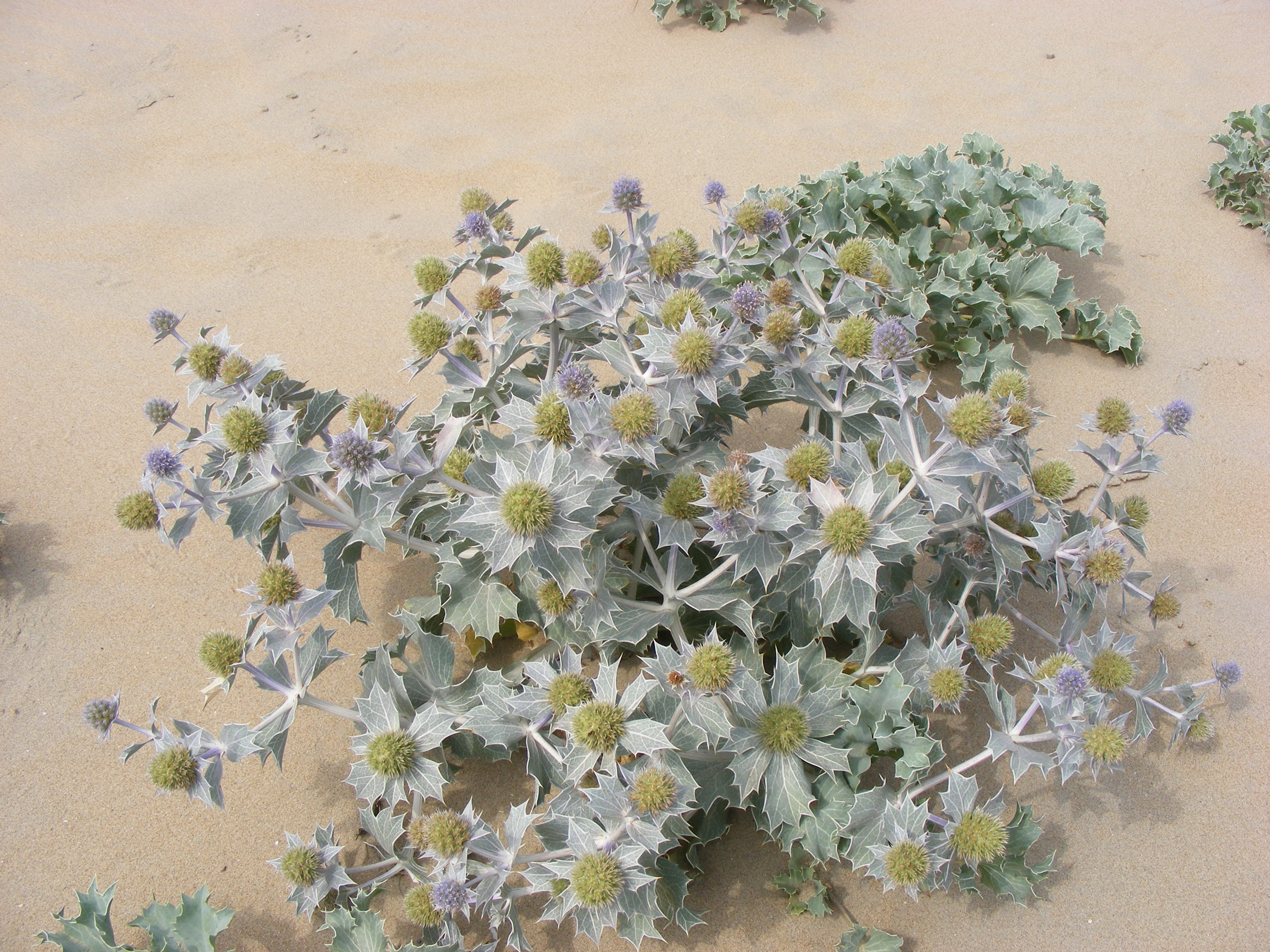
Stranddistel (Eryngium maritimum)

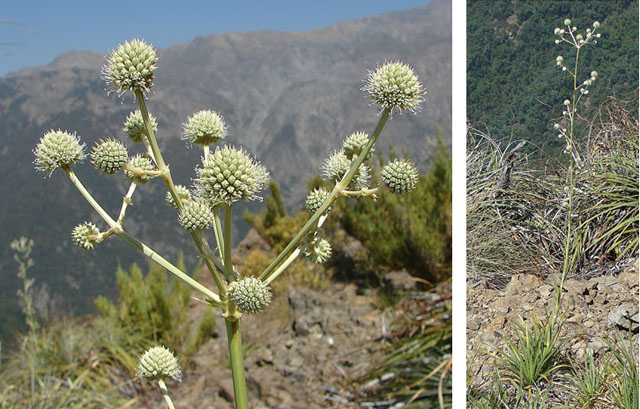
Eryngium paniculatum

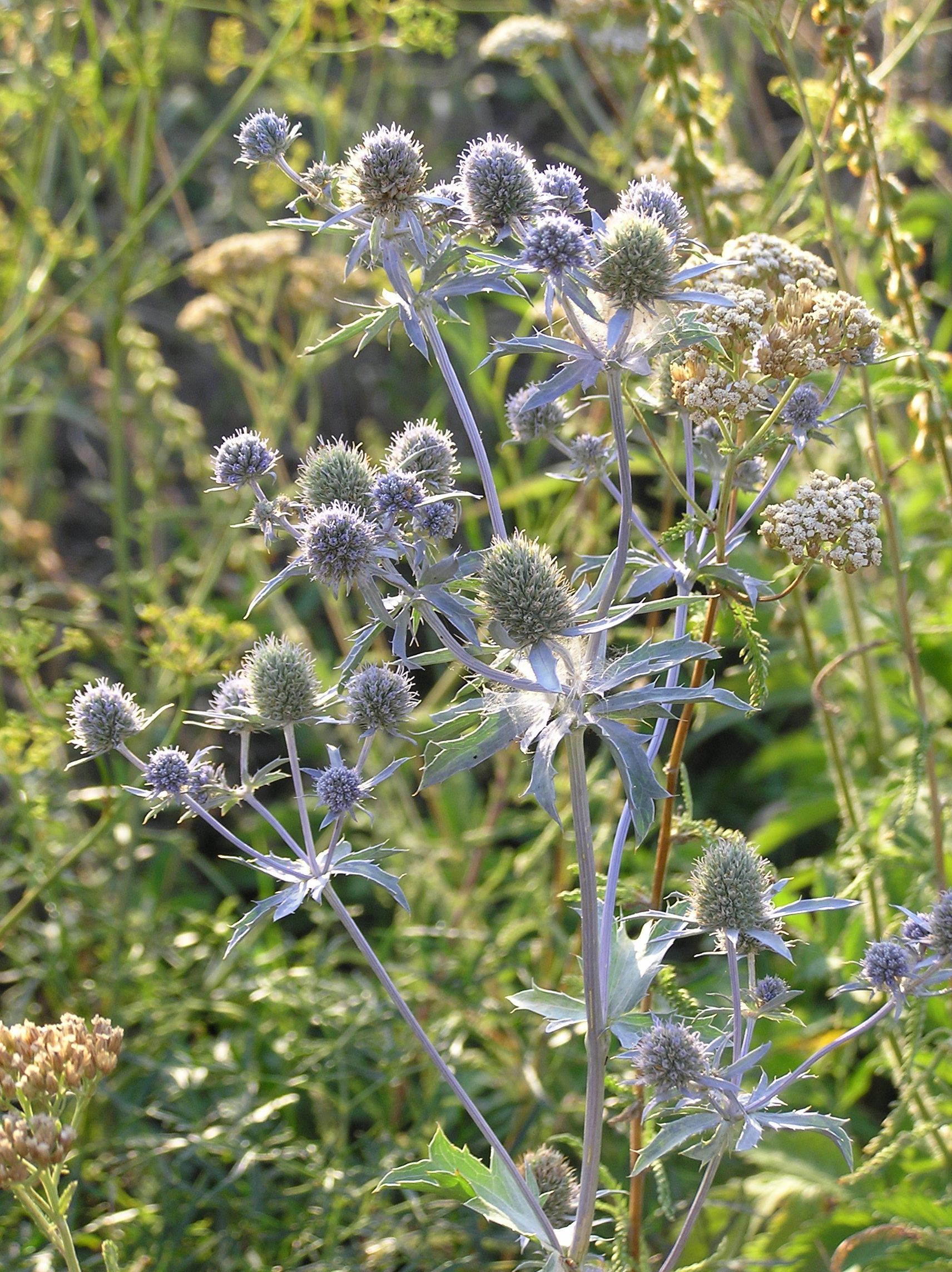
Flachblatt-Mannstreu (Eryngium planum)

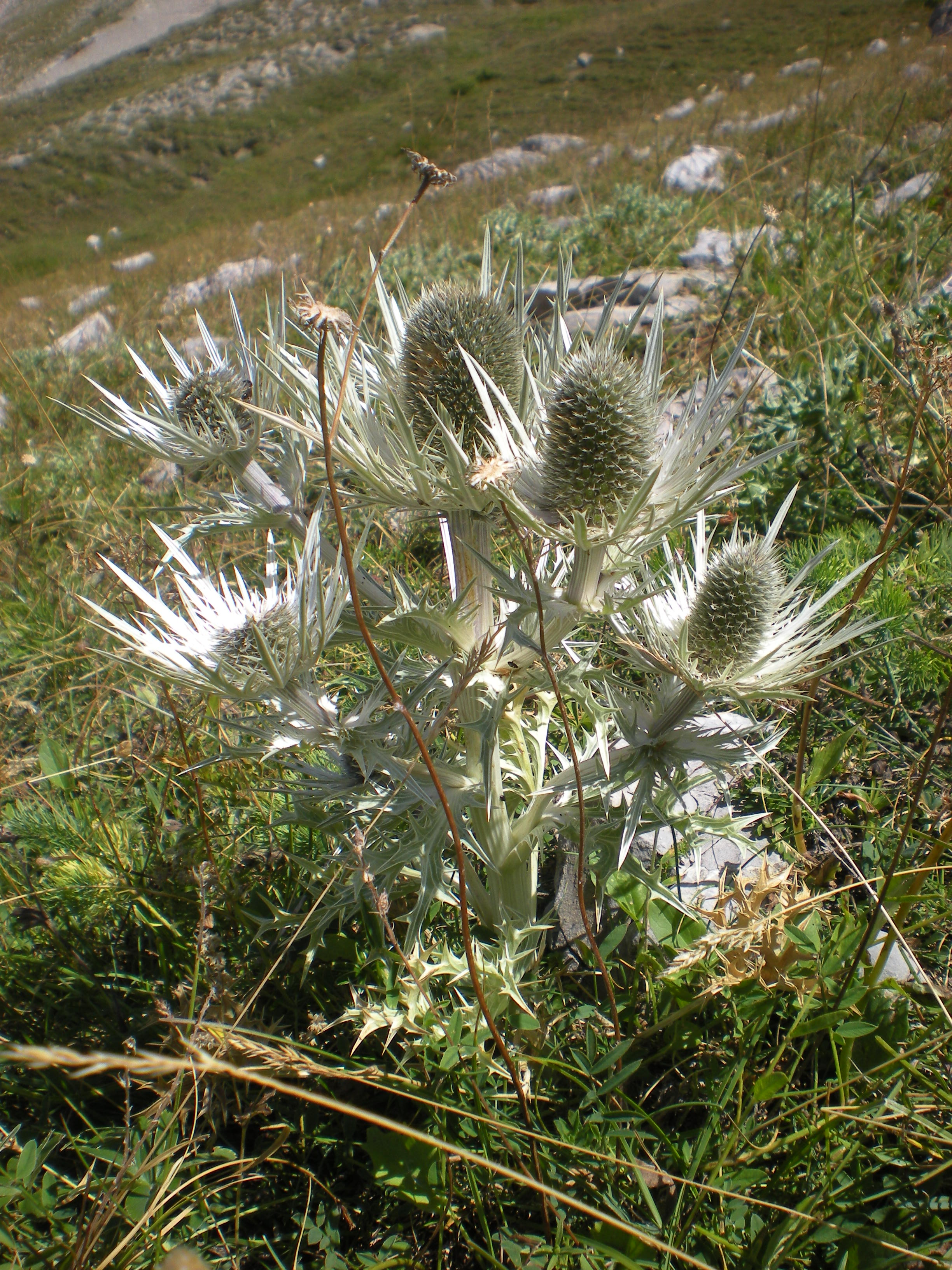
Eryngium spinalba

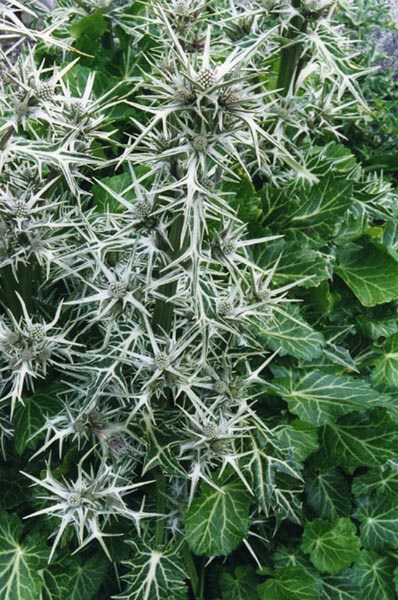
Atlas-Mannstreu (Eryngium variifolium)

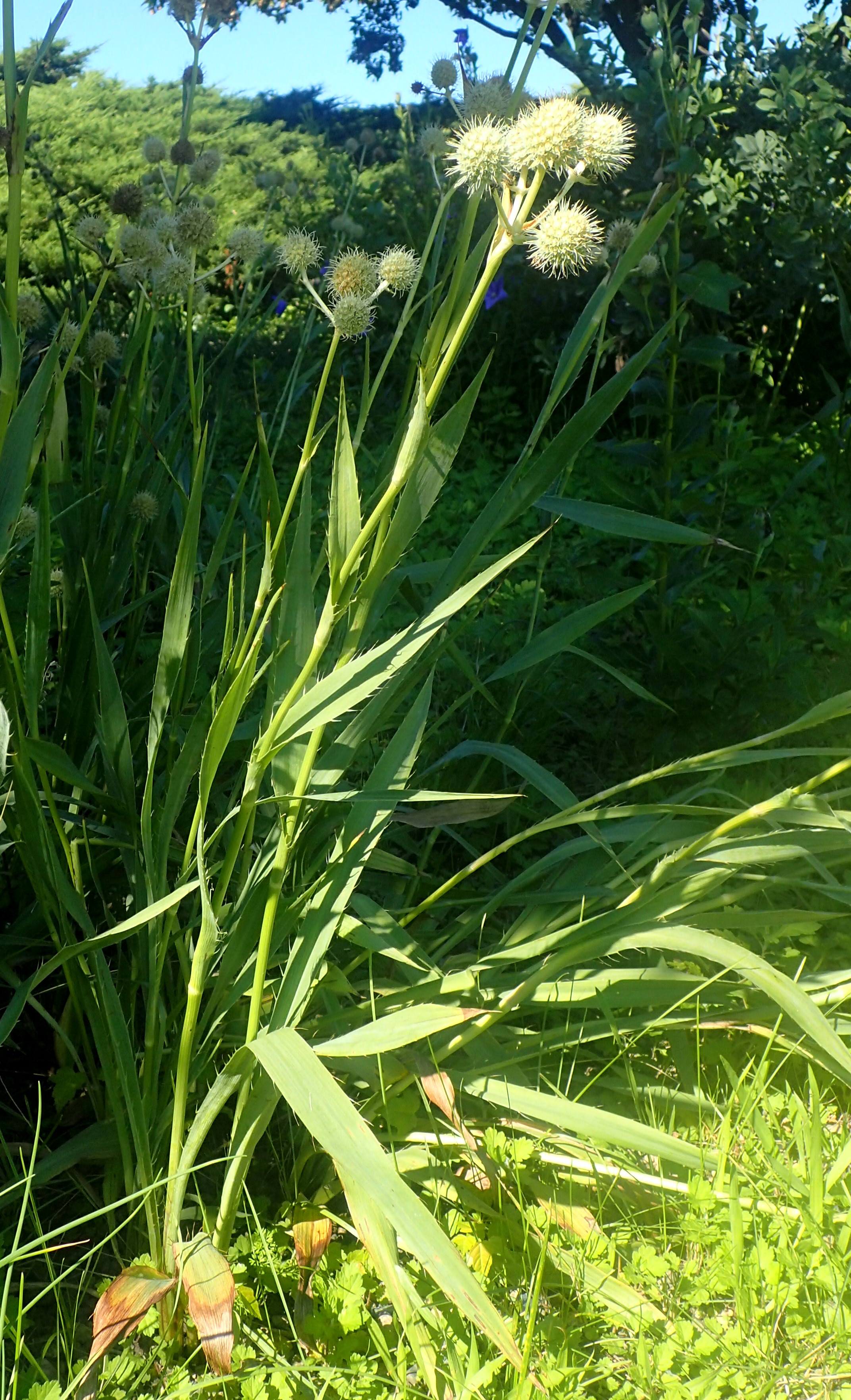
Eryngium yuccifolium

Die Gattung Eryngium wurde 1753 durch Carl von Linné in Species Plantarum, Tomus 1, Seite 232 aufgestellt.
Die Gattung Eryngium gehört zur Tribus Saniculeae in der Unterfamilie Apioideae innerhalb der Familie Apiaceae.
Die Gattung Eryngium kommt in allen gemäßigten und warmen Gebieten der Erde vor. Die größte Artenvielfalt wird in Mexiko, Süd-Brasilien und Argentinien erreicht.
Hier eine Auswahl der Eryngium-Arten:
- Eryngium agavifolium Griseb.: Sie kommt im südlichen Südamerika vor.[7]
- Eryngium alismifolium Greene: Sie kommt in den westlichen US-Bundesstaaten Oregon, Idaho, Nevada und Kalifornien vor.[5][2][7]
- Eryngium aloifolium Mart. ex Urb.: Sie kommt in Brasilien vor.[7]
- Alpen-Mannstreu (Eryngium alpinum L.): Sie kommt nur in den Alpen, im Jura und im früheren Jugoslawien vor; ob in den Karpaten ist fraglich.
- Eryngium alternatum J.M.Coult. & Rose: Sie kommt in Mexiko vor.[7]
- Amethyst-Mannstreu (Eryngium amethystinum L.): Er kommt in Tunesien, Italien, auf Sizilien, in Slowenien, Kroatien, Serbien, Bosnien und Herzegowina, Montenegro, Albanien, Bulgarien, Nordmazedonien, Griechenland, auf Kreta, auf Inseln in der Ägäis, Zypern, in der Türkei, Syrien, Israel, im Libanon und auf der Sinaihalbinsel vor.[6]
- Eryngium amorginum Rech.f.: Sie kommt in Griechenland und in Kreta vor.[6]
- Eryngium andicolum H.Wolff: Sie kommt in Bolivien vor.[7]
- Eryngium anomalum Hook. & Arn.: Sie kommt im südlichen Südamerika vor.[7]
- Eryngium aquaticum L.: Sie kommt in den östlichen Vereinigten Staaten vor.[5][8][7]
- Eryngium aquifolium Cav.: Sie kommt in Marokko und in Spanien vor.[6]
- Eryngium argyreum Maire: Sie kommt in Marokko vor.[6]
- Eryngium aristulatum Jeps.: Die drei Varietäten kommen in Kalifornien vor und eine davon auch noch im mexikanischen Baja California.[2][7]
- Eryngium armatum (S.Watson) J.M.Coult. & Rose: Sie kommt nur entlang der Küsten Kaliforniens vor.[5][2][7]
- Eryngium aromaticum Baldwin: Sie kommt in den südöstlichen USA vor.[8][7]
- Eryngium articulatum Hook.: Sie kommt in den westlichen US-Bundesstaaten nördliches Kalifornien über Washington bis Idaho vor.[9][2][7]
- Eryngium atlanticum Batt. & Pit.: Sie kommt in Marokko vor.[6]
- Eryngium balansae H.Wolff: Sie kommt in Brasilien und im südlichen Südamerika vor.[7]
- Eryngium baldwinii Spreng.: Sie kommt in den südöstlichen und südlichen-zentralen USA vor.[8][7]
- Eryngium beckii M.Mend.: Sie kommt in Bolivien vor.[7]
- Eryngium beecheyanum Hook.f. & Arn.: Sie kommt in Mexiko vor.[7]
- Eryngium billardierei F.Delaroche: Sie kommt in der Türkei, im Libanon, Syrien, Irak, Iran, Afghanistan, Pakistan, Armenien, Aserbaidschan und in Turkmenistan vor.[5]
- Eryngium bithynicum Boiss.: Sie kommt in der Türkei und in Syrien vor.[6]
- Eryngium bolivianum M.Mend.: Sie kommt in Bolivien vor.[7]
- Eryngium bonplandii F.Delaroche: Sie kommt in Mexiko vor.[7]
- Spanische Edeldistel (Eryngium bourgatii Gouan): Sie kommt in Marokko, Spanien, Andorra, Frankreich, in der Türkei, in Syrien und im Libanon vor.[6]
- Eryngium brasiliense Constance: Sie kommt in Brasilien vor.[7]
- Eryngium buchtienii H.Wolff: Sie kommt in Bolivien vor.[7]
- Eryngium bupleuroides Hook. & Arn.: Sie kommt im südlichen Südamerika vor.[7]
- Eryngium cabrerae Pontiroli: Sie kommt im südlichen Südamerika vor.[7]
- Eryngium caeruleum M.Bieb.: Sie kommt in Indien, Pakistan, Afghanistan, Iran, Türkei, Armenien, Aserbaidschan, Georgien, im Kaukasusraum, Kirgisistan, Tadschikistan und Turkmenistan vor.[5]
- Eryngium caespitiferum Font Quer & Pau: Sie kommt in Marokko vor.[6]
- Feld-Mannstreu (Eryngium campestre L.): Sie ist von Europa bis zum Kaukasusraum und im nordwestlichen Afrika verbreitet.[6]
- Eryngium canaliculatum Cham. & Schltdl.: Sie kommt in Brasilien vor.[7]
- Eryngium cardosii Clos: Sie kommt im südlichen Südamerika vor.[7]
- Eryngium carlinae F.Delaroche: Sie kommt von Mexiko über Guatemala, El Salvador, Nicaragua, Costa Rica bis Panama vor.[5][7]
- Eryngium castrense Jeps.: Sie kommt nur im zentralen Kalifornien vor.[2][7]
- Eryngium cervantesii F.Delaroche: Sie kommt in Mexiko vor.[7]
- Eryngium chamissonis Urb.: Sie kommt in Brasilien und im südlichen Südamerika vor.[7]
- Eryngium chubutense Neger: Sie kommt im südlichen Südamerika vor.[7]
- Eryngium ciliatum Cham. & Schltdl.: Sie kommt in Brasilien und im südlichen Südamerika vor.[7]
- Eryngium columnare Hemsl.: Sie kommt in Mexiko vor.[7]
- Eryngium comosum F.Delaroche: Sie kommt in Mexiko vor.[7]
- Eryngium compactum Small: Sie kommt in Mexiko vor.[7]
- Eryngium constancei M.Y.Sheikh: Dieser Endemit kommt in Kalifornien nur im nördlichen Küstengebirge in Lake County vor.[5][2][7]
- Eryngium coquimbanum Phil. ex Urb.: Sie kommt im südlichen Südamerika vor.[7]
- Eryngium corallinum Mathias & Constance: Sie kommt in Brasilien vor.[7]
- Eryngium corniculatum Lam.: Sie kommt in Marokko, Portugal, Spanien und auf Sardinien vor.[6]
- Eryngium coronatum Hook. & Arn.: Sie kommt im südlichen Südamerika vor.[7]
- Eryngium crassifolium Padin & C.I.Calviño: Sie wurde 2018 aus der nordchilenische Region III = Atacama erstbeschrieben.[10][7]
- Eryngium crassisquamosum Hemsl.: Sie kommt in Mexiko vor.[7]
- Eryngium creticum Lam.: Sie kommt in Slowenien, Nordmazedonien, Albanien, Montenegro, Bulgarien, Griechenland, Ägypten, auf Zypern, auf der Sinaihalbinsel, in der Türkei, Syrien, Libanon, Irak, Jordanien und Israel vor.[5]
- Eryngium crinitum C.Presl: Dieser Endemit kommt nur auf Sizilien vor.[6]
- Eryngium cuneifolium Small: Sie kommt in Florida vor.[5][7]
- Eryngium cymosum F.Delaroche: Sie kommt in Mexiko vor.[7]
- Eryngium davisii Kit Tan & Yildiz: Sie kommt in der Türkei vor.[6]
- Eryngium delarocheanum H.Wolff: Sie kommt in Brasilien vor.[7]
- Eryngium deppeanum Schltdl. & Cham.: Sie kommt in Mexiko vor.[7]
- Eryngium depressum Hook. & Arn.: Sie kommt im südlichen Südamerika vor.[7]
- Eryngium desertorum Zohary: Sie kommt in Syrien und im Libanon vor.[6]
- Eryngium dichotomum Desf.: Sie kommt in Algerien, Tunesien, auf Sizilien, in Italien und in Israel vor.[6]
- Eryngium diffusum Torr.: Sie kommt von den südlichen US-Bundesstaaten Arkansas, Texas sowie Oklahoma bis ins nordöstliche Mexiko vor.[8][7]
- Eryngium dilatatum Lam.: Sie kommt in Marokko, Spanien und Portugal vor.[5][6]
- Eryngium divaricatum Hook. & Arn.: Sie kommt in Brasilien und im südlichen Südamerika vor.[7]
- Eryngium dorae C.Norman: Sie kommt in Argentinien und in Uruguay vor.[5][7]
- Eryngium duriaei J. Gay ex Boiss.: Sie kommt in Portugal und im nördlichen Spanien vor.[5][6]
- Eryngium dusenii H.Wolff: Sie kommt in Brasilien vor.[7]
- Eryngium ebracteatum Lam.: Sie kommt in Argentinien, Uruguay und Brasilien vor.[5][7]
- Eryngium eburneum Decne.: Sie kommt in Argentinien, Uruguay und Brasilien vor.[5][7]
- Eryngium echinatum Urb.: Sie kommt in Brasilien und im südlichen Südamerika vor.[7]
- Eryngium ekmanii H.Wolff: Sie kommt in Brasilien und im südlichen Südamerika vor.[7]
- Eryngium elegans Cham. & Schltdl.: Sie kommt in Argentinien, Uruguay, Paraguay, Bolivien und Brasilien vor.[5][7]
- Eryngium eriophorum Cham. & Schltdl.: Sie kommt in Brasilien und im südlichen Südamerika vor.[7]
- Eryngium eurycephalum Malme: Sie kommt in Brasilien vor.[7]
- Eryngium falcatum Delarbre: Sie kommt in der Türkei, in Syrien, im Libanon, in Jordanien und in Israel vor.[6]
- Eryngium falcifolium Irgang: Sie kommt in Brasilien vor.[7]
- Eryngium fernandezianum Skottsb.: Sie kommt im südlichen Südamerika vor.[7]
- Eryngium ferrisiae Constance: Sie kommt in Mexiko vor.[7]
- Eryngium floribundum Cham. & Schltdl.: Sie kommt in Brasilien und im südlichen Südamerika vor.[7]
- Eryngium fluminense Urb.: Sie kommt in Brasilien vor.[7]
- Langer Koriander (Eryngium foetidum L.): Er ist vom südlichen Mexiko über karibische Inseln bis Kolumbien, Bolivien, Ecuador, Peru, Venezuela, die Guyanas und Brasilien verbreitet.[7]
- Eryngium foliosum Scheele: Sie kommt in Brasilien vor.[7]
- Eryngium galeottii Hemsl.: Sie kommt in Mexiko vor.[7]
- Eryngium galioides Lam.: Sie kommt in Portugal und Spanien vor.[6]
- Eryngium gentryi Constance & Bye: Sie kommt in Mexiko vor.[7]
- Eryngium ghiesbreghtii Decne.: Sie kommt von Mexiko bis Zentralamerika vor.[7]
- Riesen-Mannstreu (Eryngium giganteum M. Bieb.): Sie kommt in der Türkei, in Armenien, Aserbaidschan, Georgien und im Kaukasusraum vor.[6]
- Eryngium glaciale Boiss.: Sie kommt in Marokko und in Spanien vor.[6]
- Eryngium glaziovianum Urb.: Sie kommt in Brasilien vor.[7]
- Eryngium globosum Hemsl.: Sie kommt in Mexiko vor.[7]
- Eryngium glomeratum Lam.: Sie kommt in der Türkei, auf Kreta, auf Inseln in der Ägäis, auf Zypern, in Syrien, Jordanien, Israel, im Libanon und Irak vor.[5]
- Eryngium glossophyllum H.Wolff: Sie ist in Südamerika verbreitet.[7]
- Eryngium goulartii Glaz. & Urb.: Sie kommt in Brasilien vor.[7]
- Eryngium goyazense Urb.: Sie kommt in Brasilien vor.[7]
- Eryngium gracile F.Delaroche: Sie kommt in Mexiko vor.[7]
- Eryngium gramineum F.Delaroche: Sie kommt in Mexiko vor.[7]
- Eryngium grosii Font Quer: Sie kommt in Spanien vor.[6]
- Eryngium guatemalense Hemsl.: Sie kommt von Mexiko bis Zentralamerika vor.[7]
- Eryngium hemisphaericum Urb.: Sie kommt in Brasilien vor.[7]
- Eryngium hemsleyanum H.Wolff: Sie kommt in Mexiko vor.[7]
- Eryngium heterophyllum Engelm.: Sie kommt in Mexiko, New Mexico, im westlichen Texas und in Arizona vor.[5][7]
- Eryngium hookeri Walp.: Sie kommt in Louisiana und im östlichen Texas vor.[5][7]
- Eryngium horridum Malme: Sie kommt in Brasilien und im südlichen Südamerika vor.[7]
- Eryngium humboldtii F.Delaroche: Sie kommt in Kolumbien und Venezuela vor.[7]
- Eryngium humifusum Clos: Sie kommt im südlichen Südamerika vor.[7]
- Eryngium humile Cav.: Sie ist von Mexiko über Zentralamerika bis Kolumbien, Venezuela, Ecuador und Peru verbreitet.[7]
- Eryngium huteri Porta: Sie kommt in Spanien vor.[6]
- Eryngium ilex P.H.Davis: Sie kommt in der Türkei vor.[6]
- Eryngium ilicifolium Lam.: Sie kommt in Marokko, Algerien, Tunesien und in Spanien vor.[6]
- Eryngium inaccessum Skottsb.: Sie kommt im südlichen Südamerika vor.[7]
- Eryngium incantatum Lucena, Novara & Cuezzo, Alberto Reolindo: Sie wurde 2002 erstbeschrieben. dieser Endemit kommt nur in der nordwestargentinischen Provinz Salta vor.[7]
- Eryngium integrifolia Walter: Sie kommt von den zentralen bis zu den östlichen Vereinigten Staaten vor.[5][7]
- Eryngium involucratum J.M.Coult. & Rose: Sie kommt in Mexiko vor.[7]
- Eryngium irgangii D.B.Lucas: Sie wurde 2018 aus Brasilien erstbeschrieben.[7]
- Eryngium irwinii Constance: Sie kommt in Brasilien vor.[7]
- Eryngium isauricum Contandr. & Quézel: Sie kommt in der Türkei vor.[6]
- Eryngium jaliscense Mathias & Constance: Sie kommt in Mexiko vor.[7]
- Eryngium jepsonii J.M.Coult. & Rose: Sie kommt nur im zentralen Kalifornien vor.[2][7]
- Eryngium junceum Cham. & Schltdl.: Sie kommt in Brasilien vor.[7]
- Eryngium juncifolium (Urb.) Mathias & Constance: Sie kommt in Brasilien und im südlichen Südamerika vor.[7]
- Eryngium koehneanum Urb.: Sie kommt in Brasilien vor.[7]
- Eryngium lacustre Pohl ex Urb.: Sie kommt in Brasilien vor.[7]
- Eryngium leavenworthii Torr. & A.Gray: Sie kommt in US-Bundesstaaten Kansas, Oklahoma, Arkansas und Texas vor.[5][7]
- Eryngium lemmonii J.M.Coult. & Rose: Sie kommt von den südlichen US-Bundesstaaten Arizona sowie New Mexico bis zum nördlichen Mexiko vor.[8][7]
- Eryngium leptophyllum H.Wolff: Sie kommt in Brasilien vor.[7]
- Eryngium longifolium Cav.: Sie kommt in Mexiko vor.[7]
- Eryngium longirameum Turcz.: Sie kommt von Mexiko bis Zentralamerika vor.[7]
- Eryngium lorentzii H.Wolff: Sie kommt im südlichen Südamerika vor.[7]
- Eryngium luzulifolium Cham. & Schltdl.: Sie kommt in Brasilien und im südlichen Südamerika vor.[7]
- Eryngium macracanthum Phil.: Sie kommt im südlichen Südamerika vor.[7]
- Eryngium malmeanum H.Wolff: Sie kommt in Brasilien vor.[7]
- Eryngium marginatum Pohl: Sie kommt in Brasilien vor.[7]
- Stranddistel (Eryngium maritimum L.): Sie gedeiht an den Küsten der Nord- sowie Ostsee und des Mittel- sowie Schwarzen Meeres[6]
- Eryngium maroccanum Pit.: Sie kommt in Marokko vor.[6]
- Eryngium mathiasiae M.Y.Sheikh: Dieser Endemit kommt nur im nordöstlichen Kalifornien vor.[2][7]
- Eryngium megapotamicum Malme: Sie kommt in Brasilien vor.[7]
- Eryngium mesopotamicum Pedersen[7]
- Eryngium mexiae Constance: Sie kommt in Mexiko vor.[7]
- Eryngium mexicanum S.Watson: Sie kommt in Mexiko vor.[7]
- Eryngium monocephalum Cav.: Sie kommt in Mexiko vor.[7]
- Eryngium nasturtiifolium Juss. ex F.Delaroche: Sie kommt im südlichen Texas, in Mexiko und Kuba vor.[5][7]
- Eryngium neei M.Mend.: Sie kommt in Bolivien vor.[7]
- Eryngium nudicaule Lam.: Sie kommt in Bolivien, Peru, Brasilien, Argentinien, Paraguay und Uruguay vor.[5][7]
- Eryngium ombrophilum Dusén & H.Wolff: Sie kommt in Brasilien vor.[7]
- Eryngium palmatum Pančić & Vis.: Sie kommt in Serbien, Albanien, Nordmazedonien, Montenegro, Bulgarien und in Griechenland vor.[6]
- Eryngium palmeri Hemsl.: Sie kommt in Mexiko vor.[7]
- Eryngium palmito Boiss. & Heldr.: Sie kommt in der Türkei vor.[6]
- Eryngium pandanifolium Cham. & Schltdl.: Sie kommt in Brasilien, Argentinien, Paraguay und Uruguay vor.[5][7]
- Eryngium paniculatum Cav. & Dombey ex F.Delaroche: Sie kommt in Argentinien und Chile vor.[5][7]
- Eryngium paraguariense Urb.: Sie kommt in Brasilien vor.[7]
- Eryngium parishii J.M.Coult. & Rose: Sie kommt in Mexiko vor.[7]
- Eryngium pectinatum C. Presl ex DC.: Sie kommt in Mexiko vor.[5][7]
- Eryngium pendletonense K.L.Marsden & M.G.Simpson: Dieser Endemit kommt in Kalifornien nur im sogenannten Bereich der South Coast vor.[2][7]
- Eryngium petiolatum Hook.: Sie kommt in den nordwestlichen US-Bundesstaaten Oregon sowie Washington vor.[8][7]
- Eryngium phyteumae F.Delaroche: Sie kommt in Arizona und in Mexiko vor.[7]
- Eryngium pilularioides Hemsl. & Rose: Sie kommt in Mexiko vor.[7]
- Eryngium pinnatisectum Jeps.: Dieser Endemit kommt in Kalifornien nur im Vorgebirge der Sierra Nevada vor.[2][7]
- Eryngium plantaginifolium H.Wolff: Sie kommt in Paraguay vor.[7][11]
- Flachblatt-Mannstreu (Eryngium planum L.)
- Eryngium pohlianum Urb.: Sie kommt in Brasilien vor.[7]
- Eryngium polycephalum H.Wolff: Sie kommt in der Türkei vor.[6]
- Eryngium polyrhizum Clos: Sie kommt im südlich-zentralen Chile vor.[7][11]
- Eryngium pringlei Hemsl. & Rose: Sie kommt in Mexiko vor.[7]
- Eryngium pristis Cham. & Schltdl.: Sie kommt in Bolivien und in Brasilien vor.[7]
- Eryngium proliferum Brade: Sie kommt in Brasilien vor.[7]
- Eryngium prostratum Nutt. ex DC.: Sie kommt in den Vereinigten Staaten vor.[7]
- Eryngium proteaeflorum F.Delaroche: Sie kommt in Mexiko vor.[7]
- Eryngium pseudojunceum Clos: Sie kommt in Chile und in Argentinien vor.[7]
- Eryngium pseudothorifolium Contandr. & Quézel: Sie kommt in der Türkei vor.[6]
- Eryngium pulchellum Wedd.: Sie kommt in Chile vor.[7]
- Eryngium purpusii Hemsl. & Rose: Sie kommt in Mexiko vor.[7]
- Eryngium pusillum L.: Sie kommt in Marokko, Algerien, Tunesien, auf Korsika, Sizilien, in Italien, Libyen, Syrien und im Libanon vor.[6]
- Eryngium racemosum Jeps.: Dieser Endemit kommt nur im zentralen Kalifornien vor.[2][7]
- Eryngium ramboanum Mathias & Constance: Sie kommt in Brasilien vor.[7]
- Eryngium rauhianum Mathias & Constance: Sie kommt in Peru und in Bolivien vor.[7]
- Eryngium raulinii Mathias & Constance: Sie kommt in Brasilien vor.[7]
- Eryngium regnellii Malme: Sie kommt in Brasilien vor.[7]
- Eryngium reptans Hemsl.: Sie kommt in Mexiko vor.[7]
- Eryngium rochei Constance: Sie kommt in Brasilien vor.[7]
- Eryngium rojasii H.Wolff: Sie kommt in Paraguay vor.[7][11]
- Eryngium rosei Hemsl.: Sie kommt in Mexiko vor.[7]
- Eryngium rostratum Cav.: Sie kommt in Australien und Chile vor.[5][7]
- Eryngium sanguisorba Cham. & Schltdl.: Sie kommt in Brasilien, Argentinien und Uruguay vor.[5][7]
- Eryngium sarcophyllum Hook. & Arn.: Sie kommt auf den Juan-Fernández-Inseln vor.[7][11]
- Eryngium scaposum Turcz.: Sie kommt in Mexiko und in Mittelamerika vor.[7]
- Eryngium scirpinum Cham.: Sie kommt in Brasilien vor.[7]
- Eryngium sellowii H.Wolff: Sie kommt in Brasilien vor.[7]
- Eryngium serbicum Pančić: Sie kommt in Nordmazedonien und Serbien vor.[6]
- Eryngium serra Cham. & Schltdl.: Sie kommt von Brasilien bis ins nordöstliche Argentinien vor.[7]
- Eryngium serratum Cav.: Sie kommt in Mexiko vor.[7]
- Eryngium siculum Lojac.: Dieser Endemit kommt nur in Sizilien vor.[6]
- Eryngium smithii Mathias & Constance: Sie kommt in Brasilien vor.[7]
- Eryngium sparganophyllum Hemsl.: Sie kommt in den Vereinigten Staaten und in Mexiko vor.[7]
- Eryngium spiculosum Hemsl.: Sie kommt in Mexiko vor.[7]
- Eryngium spinalba Vill.: Dieser Endemit kommt nur in den Südwestalpen in Frankreich und Italien vor.[6]
- Eryngium spinosepalum Mathias: Dieser Endemit kommt nur im zentralen Kalifornien vor.[2][7]
- Eryngium stenophyllum Urb.: Sie kommt vom südlichen Brasilien bis ins nordöstliche Argentinien vor.[7][11]
- Eryngium strotheri Constance & Affolter: Sie kommt in Mexiko vor.[7]
- Eryngium subacaule Cav.: Sie kommt in Mexiko vor.[7]
- Eryngium subinerme (H.Wolff) Mathias & Constance: Sie kommt in Brasilien vor.[7]
- Eryngium tenue Lam.: Sie kommt in Marokko, Spanien und Portugal vor.[6]
- Eryngium ternatum Poir.: Dieser Endemit kommt nur auf Kreta vor.[6]
- Eryngium thorifolium Boiss.: Sie kommt in der Türkei vor.[6]
- Eryngium tricuspidatum L.: Sie kommt in Marokko, Algerien, Tunesien, Spanien, Sizilien, Sardinien und in Israel vor.[6] Es gibt mehrere Unterarten.
- Eryngium triquetrum Vahl: Sie kommt in Marokko, Algerien, Tunesien, Italien und auf Sizilien vor.[6]
- Eryngium trisectum Wörz & H.Duman: Sie kommt in der Türkei vor.[6]
- Eryngium tzeltal Constance: Sie kommt in Mexiko vor.[7]
- Eryngium urbanianum H.Wolff: Sie kommt in Brasilien vor.[7]
- Atlas-Mannstreu (Eryngium variifolium Coss.): Sie kommt nur in Marokko vor.[6]
- Eryngium vaseyi J.M.Coult. & Rose: Die zwei Varietäten kommen in Kalifornien vor.[2][7]
- Eryngium venustum Bartlett: Sie kommt in Mexiko vor.[7]
- Eryngium weberbaueri H.Wolff: Sie kommt in Peru und in Bolivien vor.[7]
- Eryngium woodii M.Mend.: Sie kommt in Bolivien vor.[7]
- Eryngium yuccifolium Michx.: Sie kommt in den zentralen bis östlichen Vereinigten Staaten vor.[5][7]
- Eryngium zosterifolium H.Wolff: Sie kommt in Brasilien vor.[7]

Hybriden (Auswahl):
- Eryngium ×zabelii Christ ex Bergmans = Eryngium alpinum × Eryngium bourgatii: Sie ist in Kultur entstanden.[5]

## Weiterführende Literatur
- Carolina I. Calviño, Geoffrey A. Levin: A New Species of Eryngium (Apiaceae, Saniculoideae) from the USA. In: Systematic Botany, Volume 44, Issue 2, Mai 2019, S. 446–450. doi:10.1600/036364419X15562052252261
- Julia Kronister: Die Infloreszenzentwicklung der Saniculoideae, Apiaceae. Diplomarbeit an der Fakultät für Lebenswissenschaften der Universität Wien, 2013. Volltext-PDF (10 MB). doi:10.25365/thesis.29291
- Carolina I. Calviño, S. G. Martínez, S. R. Downie: Unraveling the taxonomic complexity of Eryngium L. (Apiaceae, Saniculoideae): Phylogenetic analysis of 11 non-coding cpDNA loci corroborates rapid radiations. In: Plant Diversity and Evolution, Volume 128, 2010, S. 137–149.
- Carolina I. Calviño, S. G. Martínez, S. R. Downie: The evolutionary history of Eryngium (Apiaceae, Saniculoideae): Rapid radiations, long distance dispersals and hybridizations. In: Molecular Phylogenetics and Evolution, Volume 46, 2008, S. 1129–1150.
- Carolina I. Calviño, S. G. Martínez, S. R. Downie: Morphology and biography of Apiaceae subfamily Saniculoideae as inferred by phylogenetic analysis of molecular data. In: American Journal of Botany, Volume 95, Issue 2, 2008, S. 196–214.

- Karte mit allen verlinkten Seiten:
- OSM |
- WikiMap